# Go, Dog. Go! (TV serija)
Go, Dog. Go! je američka-kanadska je animirana televizijska serija čiji je tvorac Adam Peltzman za Netflix. Serija beleži avanture i nastojanja Tag Barker i njegovih pasjih prijatelja u izmišljenom psećem gradu Pavston.

## Uloge
- Michela Luci: Tag Barker
- Callum Shoniker: Scooch Pooch
- Katie Griffin: Ma Barker
- Martin Roach: Pav Barker
- Tajja Isen: Cheddar Biscuit
- Lion Smith: Spike Barker
- Judy Marshank: Grandma Marge Barker
- Patrick McKenna: Grandpav Mort Barker
- Linda Ballantine: Ladi Lidia
- Joshua Graham: Sam Vhippet
- Zarina Rocha: Kit Vhiserton
- Deven Mack: Fetcher
- David Berni: Frank
- Gerard McCarthi: Leo
- Anand Rajaram: Beans
- Julie Lemieuk: Hattie
- Danni Smith: Iellov
- Paul Bucklei, Reno Selmser i Zoe D'Andrea: The Barkapellas

## Spoljašnje veze
- Zvanični veb-sajt
- Go, Dog. Go! na sajtu  (jezik: engleski)